# Brinkmannpassage

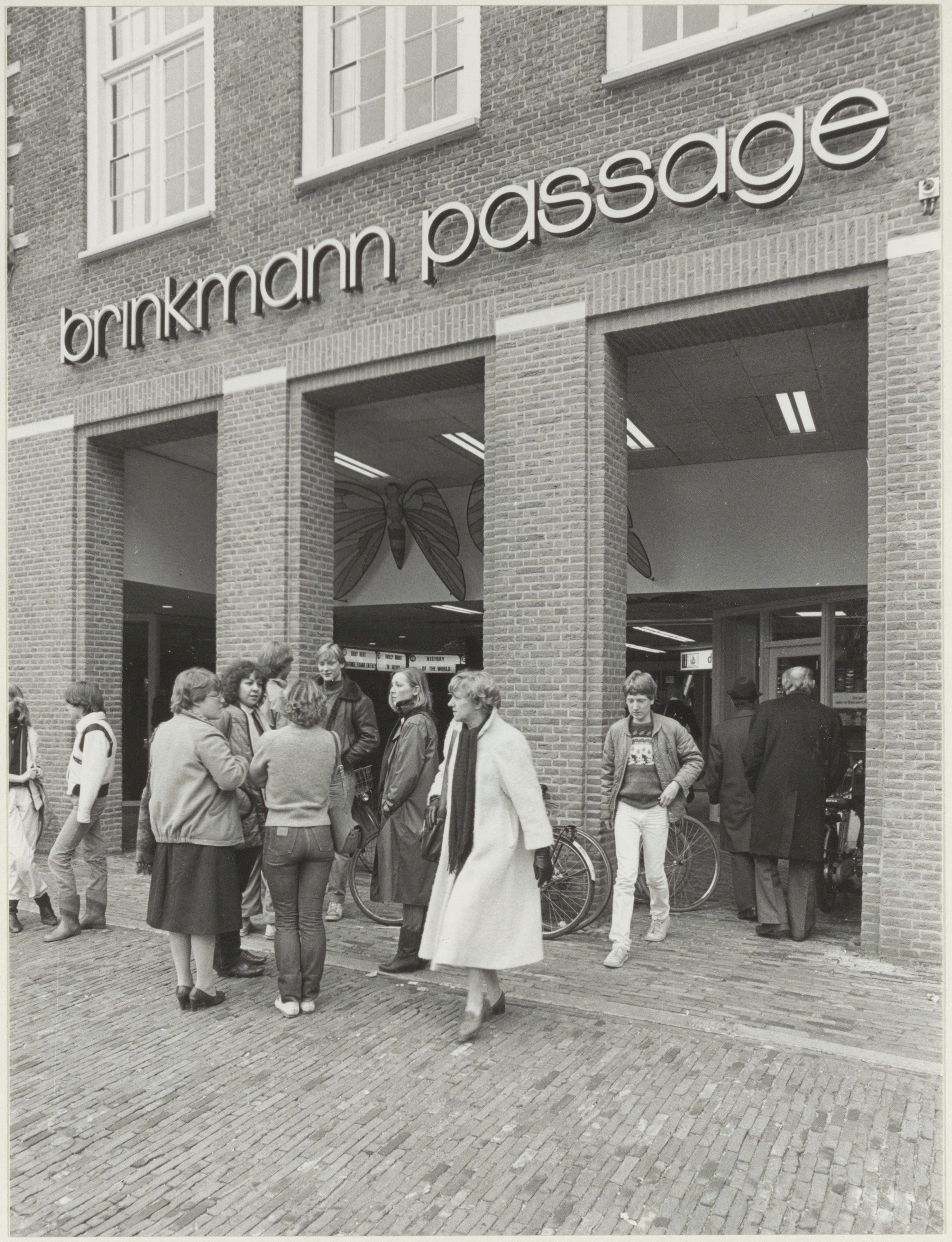
De ingang van de Brinkmannpassage aan de Grote Markt niet lang na de opening in 1982.

De Brinkmannpassage was een winkelpassage in het centrum van Haarlem die in 1982 geopend werd en waarvan de laatste gebruiker in februari 2012 vertrok.

## Geschiedenis

### Opkomst
In de jaren dertig was bijna het hele huizenblok tussen Grote Markt, Barteljorisstraat, Schoutensteeg en Smedestraat in handen gekomen van de familie Brinkmann van het gelijknamige café-restaurant aan de Grote Markt. Het gebouwencomplex omvatte een reeks van uitgaansgelegenheden, die begin jaren zeventig in het slop raakten, waarna ze werden overgenomen door een projectontwikkelaar. 
Deze liet bijna alle panden slopen, met uitzondering van die langs de Grote Markt. Op het achterliggende terrein werd van 1978 t/m 1980 een overdekte winkelpassage gebouwd, met 42 winkelruimtes verdeeld over drie niveaus. Ondergronds kwam de Brinkmann-bioscoop en boven de winkels werden kantoren voor de gemeente en woningen gerealiseerd. Het winkelgedeelte werd onder de naam Brinkmannpassage in maart 1982 voor het publiek opengesteld.
De begane grond van het 17e-eeuwse pand aan de Grote Markt nr. 11, waar in 1831 Willem Bilderdijk gestorven was, werd geheel weggebroken om als een van de ingangen van de winkelpassage te dienen. De andere ingang bevond zich aan de Barteljorisstraat nr. 25.

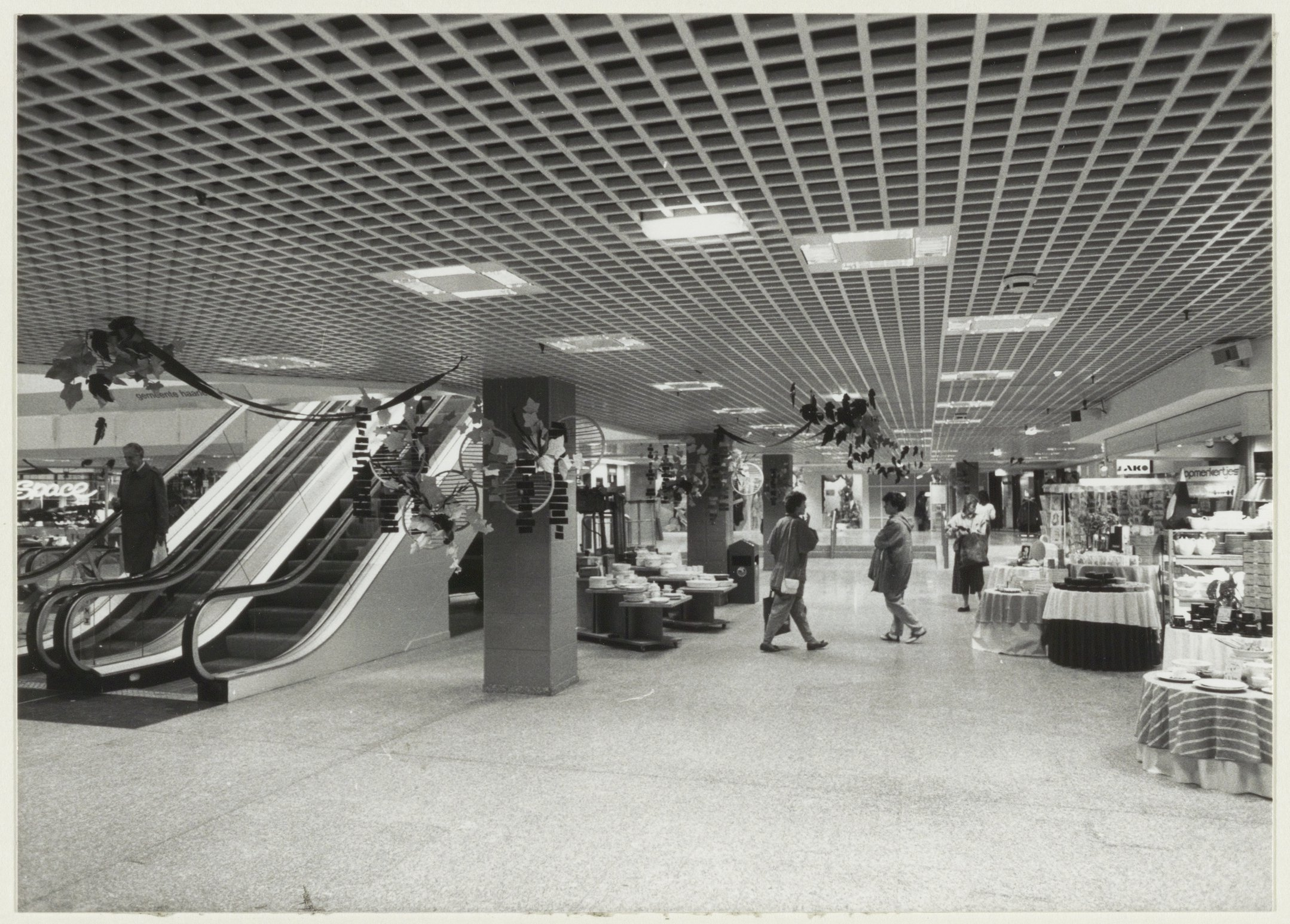
Interieur van de Brinkmannpassage in 1988
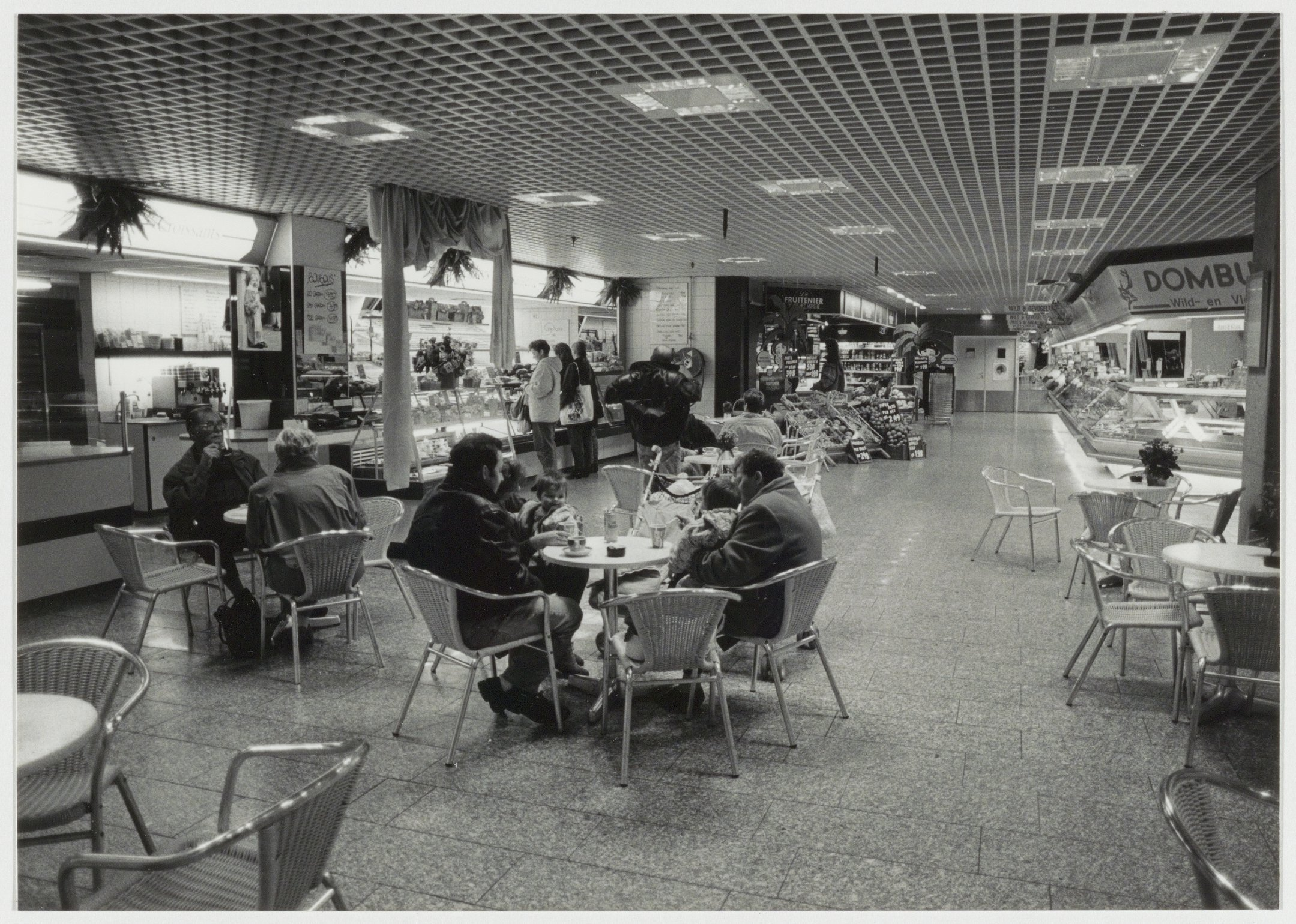
Souterrain van de Brinkmannpassage in 1993
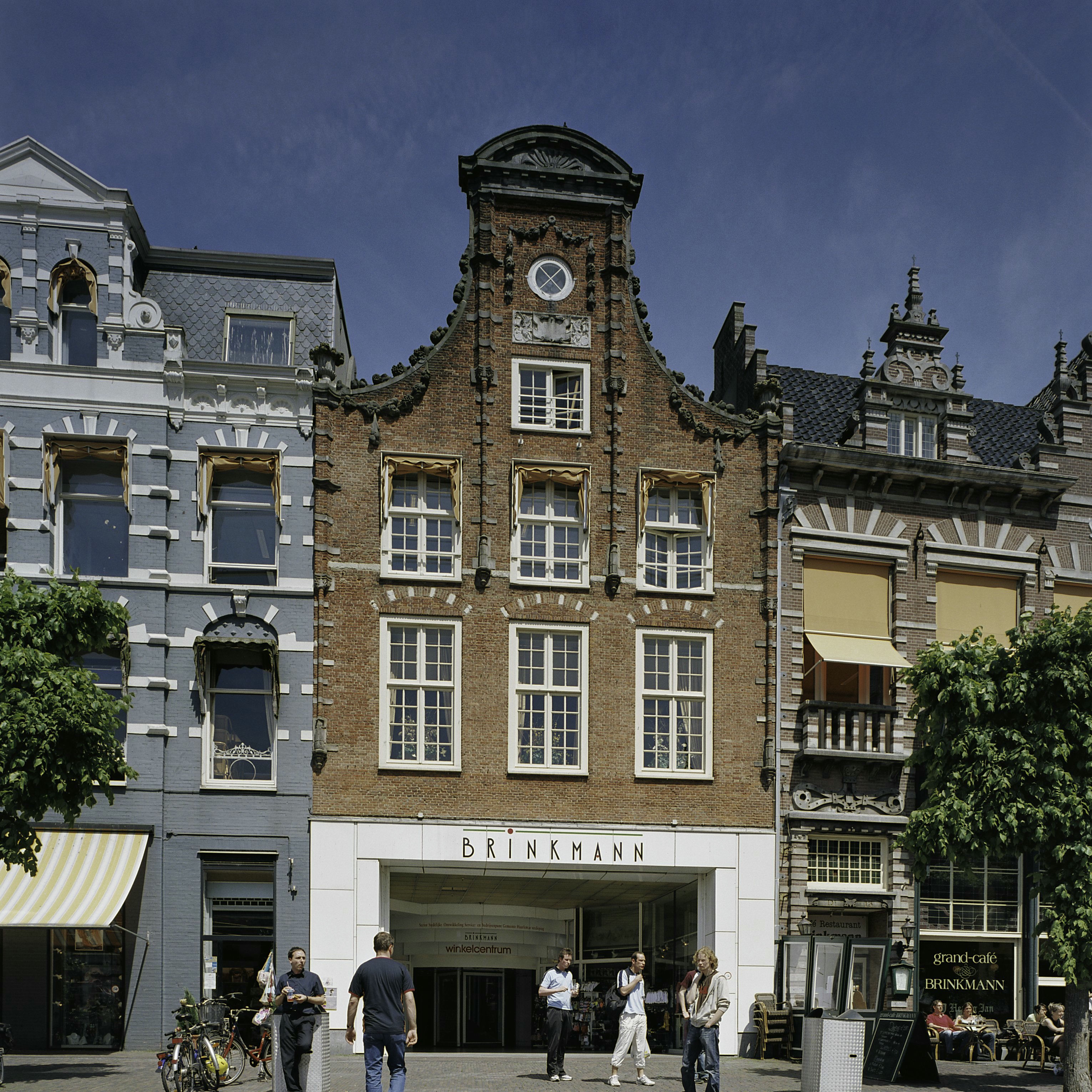
Ingang van de Brinkmannpassage aan de Grote Markt in 2005

### Neergang

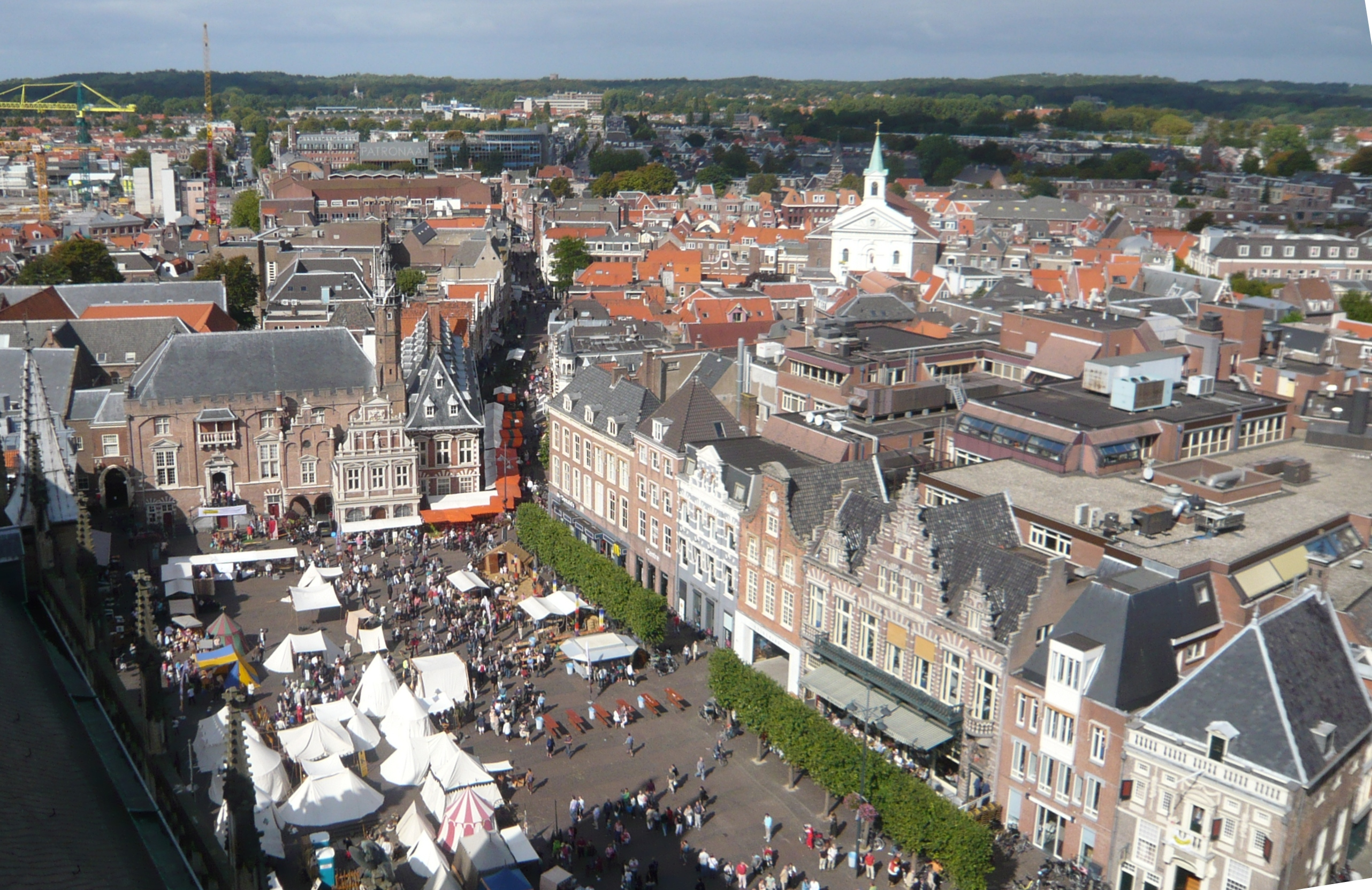
Rechts van de Grote Markt het Brinkmanncomplex gezien vanaf de Grote of Sint-Bavokerk (foto uit 2009)

In 1998 was de Lips Capital Group (LCG) eigenaar van het winkelgedeelte geworden, maar leeggekomen winkelruimtes werden sindsdien niet meer opnieuw verhuurd. De Brinkmannpassage verpauperde en in 2007 zaten er nog maar 7 winkels. In februari 2012 werd als laatste ook de bioscoop gesloten en werden de ingangen aan de Barteljorisstraat en aan de Grote Markt dichtgetimmerd. Het complex staat sindsdien leeg; eigenaar LCG voorzag alleen de panden langs de Barteljorisstraat nog van nieuwe bestemmingen. 

### Herontwikkeling
Na het faillissement van LCG werd de winkelpassage in 2014 voor 28,9 miljoen euro overgenomen door de FGH Bank die het eind 2016 doorverkocht aan vermogensbeheerder Syntrus Achmea. Na een grondige renovatie van het vroegere winkelgedeelte opende daar eind maart 2018 een van de grootste vestigingen van kledingketen The Sting. De kantoren op de bovenverdiepingen werden in 2016 door de gemeente Haarlem aan twee ondernemers uit Bloemendaal verkocht, die er mogelijk een hotel en appartementen in zullen vestigen.